# Diary Sow
Pour les articles homonymes, voir Sow.
Diary Sow est une étudiante et autrice sénégalaise, reconnue deux fois meilleure élève du Concours général sénégalais, en 2018 et 2019. Elle fait l'objet d'une couverture médiatique internationale après sa disparition volontaire en janvier 2021.

## Biographie

### Jeunesse et études
Diary Sow naît à Mbour au Sénégal. Son père est pâtissier.
Elle réalise une partie de sa scolarité au complexe scolaire international Keur Madior de Mbour. Elle étudie au lycée scientifique d'excellence de Diourbel,, faisant partie de la première promotion de l'établissement, constituée de 60 personnes. Elle est nommée Miss Sciences en 2017, puis remporte deux fois la distinction de Meilleure élève du Concours général sénégalais, en 2018 et 2019,,. Elle rencontre à l'occasion de la remise des prix l'homme politique Serigne Mbaye Thiam, qui devient son parrain en 2018.
À partir de septembre 2019, elle étudie en classes préparatoires scientifiques au lycée Louis-le-Grand à Paris (France).
En 2020, à l'âge de 20 ans, elle publie son premier roman, Sous le visage d'un ange, aux Éditions L'Harmattan.

### Disparition
Le 4 janvier 2021, elle ne se présente pas en cours au retour des vacances,. Vivant dans le treizième arrondissement, elle souffre d'une période difficile depuis la mort de son père en avril 2020. Elle décide de quitter son logement en n'avertissant personne et en ne laissant aucune lettre d'explication. Elle n'emporte avec elle que ses papiers d'identité, prévoyant revenir rapidement.
La brigade de répression de la délinquance à la personne ouvre une enquête pour disparition inquiétante. La nouvelle de sa disparition est relayée dans la presse panafricaine, française,, britannique, américaine,, ou encore espagnole et mobilise également Twitter, la diaspora sénégalaise à Paris et les autorités sénégalaises, impliquant des milliers de personnes.
Elle réapparaît deux semaines plus tard, tout d'abord en donnant des nouvelles à Serigne Mbaye Thiam, indiquant qu'elle avait besoin d'une pause et qu'elle n'est victime d'aucune pression, puis en postant une vidéo sur Instagram où elle fait la promotion de son nouveau livre sur une fille qui s'enfuit. Elle affirme n'avoir pas réfléchi aux conséquences que sa disparition pourrait avoir et présente des excuses ; pendant son absence, elle ne suit pas les nouvelles et ne remarque pas la couverture médiatique sur sa disparition.
Elle publie le 4 novembre 2021 un roman sur son expérience, intitulé Je pars,,.

### Carrière
À partir de 2022, à l'âge de 22 ans, elle étudie à l'école d'ingénieur École centrale Paris à Paris (France) et prépare en parallèle un master en physique.

## Publications
- Sous le visage d'un ange, Éditions L'Harmattan, 2020
- Je pars, Éditions Robert Laffont, 2021